# NGC 2326
NGC 2326 je galaksija u zviježđu Risu.

## Vanjske poveznice
- SEDS: NGC 2326